# Nuuksion Pallokivi
Nuuksion Pallokivi, česky lze přeložit jako Orbikularní skála v Nuuksio, je hladká žulová skála s orbikulární texturou. Nachází se v Nuuksio v Národním parku Nuuksio v části Vanha-Espoo města Espoo v provincii Uusimaa v jižním Finsku.

## Další informace
Nuuksion Pallokivi, případně další skály s orbikularní strukturou, jsou na Zemi velmi vzácné a proto patří místo k cenným geologickým památkám nejen Národního parku Nuuksio, ale i celé Evropy. Geologický proces vzniku skály není zcela objasněn. Místo se nachází blízko silnice ze Solvally do Kattily a je celoročně volně přístupné.